# Жизель (співачка)
Учінаґа Ері (яп. 内永 枝利, Uchinaga Eri, нар. 30 жовтня 2000 , Каннам (район Сеула) ), більш відома як Жизель — японська співачка та реперка. Учасниця південнокорейського дівочого гурту Aespa.

## Біографія і кар'єра

### 2000—дотепер: Початок музичної кар'єри
Народилася 30 жовтня 2000 року в Сеулі, Південна Корея, в сім'ї японця і кореянки. Дитинство провела в Японії. Під час навчання в Токійській міжнародній школі удосконалила знання англійської мови та була учасницею шкільного хору.
Пройшла найкоротший час стажування для жінки в історії SM Entertainment, трохи більше десяти місяців підготовки. 29 жовтня 2020 року вона була оприлюднена як четверта і остання учасниця Aespa як «новачок з хорошими навичками репу» через офіційні соціальні мережі SM. Вона дебютувала 17 листопада 2020 року з цифровим синглом «Black Mamba».

## Публічний імідж і вплив
У щомісячному рейтингу популярності брендів учасниць дівочих гуртів, що складається Корейським інститутом бізнес-досліджень, Жизель посіла п'яте місце в червневому та жовтневому виданнях і дванадцяте в липневому виданні 2021 року.

### Філантропія
3 червня 2022 року Жизель зробила анонімну пожертву в розмірі 10 мільйонів вон притулку для покинутих тварин. Вона підкреслила важливість цього питання для людей, відповідальних за організацію, наголосивши, що це був ідеальний час, щоб зробити значну пожертву.

### Скандали
23 жовтня 2021 року в Інтернеті поширилося відео, на якому Жизель вимовляє расистські образи, що викликало бурхливу реакцію серед публіки. Пізніше, 25 жовтня, Жизель вибачилася через офіційний акаунт Aespa в Twitter. Вона пояснила, що «захопилася, коли звучала одна з її улюблених пісень, і що вона не збиралася робити це навмисно». У другому твіті вона додала, що «продовжуватиме навчатися та бути більш обізнаною щодо своїх дій у майбутньому».